# Offekerque
Offekerque és un municipi francès, situat al departament del Pas de Calais i a la regió dels Alts de França. L'any 1999 tenia 939 habitants.
Offekerque es troba al nord del departament del Pas de Calais. Està a prop del departament del Nord i de la ciutat d'Oye-Plage.
Offekerque es troba al cantó d'Audruicq, que al seu torn forma part del districte de Saint-Omer.
Offekerque té un molí de vent declarat patrimoni històric francès.